# Caudatella heterocaudata
Caudatella heterocaudata är en dagsländeart som först beskrevs av Mcdunnough 1929.  Caudatella heterocaudata ingår i släktet Caudatella och familjen mossdagsländor. Inga underarter finns listade i Catalogue of Life.